# Гера Володимир Ярославович
Володи́мир Яросла́вович Ге́ра — підполковник Збройних сил України, учасник російсько-української війни.

## Короткий життєпис
Проживав у селі Чернилява. Закінчив із червоним дипломом Академію сухопутних військ гетьмана Сагайдачного.
Розвідник-навідник 24-ї механізованої бригади. Коли вирушав в зону бойових дій, нічого не сказав мамі. Про його подвиг та поранення вона дізналася від бойових побратимів.
1 вересня 2014 він прикривав відхід майже 400 своїх товаришів, які потрапили у кільце оточення російськими військовими під Лутугиним. Завдяки його діям вояки 24-ї, 30-ї та 80-ї бригад вийшли з оточення, при цьому було втрачено практично всю техніку, загинули десятки людей. Лейтенант Гера прикривав відхід, зайнявши позицію на околиці Лутугиного у 12-поверховому корпусі металургійного заводу. Частинам з оточення йти довелося під постійними обстрілами із «Градів», коли припинялися обстріли із них, над районом відходу літали та обстрілювали російські «Мі-24».
Евакуацією Володимира здійснював побратим Роман Шевчук родом з Рівного, який сам зазнав важкого поранення і стікаючи кров'ю, тягнув його за здорову руку майже 2 кілометри. У Шевчука самого одна рука не працювала, потім і в ногу потрапив осколок, він продовжував тягти Геру з кровотечею із ноги. Коли обстріли поновлювалися, прикривав лейтенанта собою. Знайшов його навіть після того, як їх ударною хвилею розкидало на 100 метрів. Знайшли їх бійці 24-ї бригади.
Володимиру уламком наскрізь пробило праву руку, повністю роздробило кістку, поламані два ребра, зачепило легеню, уламок застряг у хребті. У харківській лікарні зробили дві операції, щоб врятувати руку. Через пошкодження спинного мозку не може ходити, також уламок розробив п'ятий і шостий хребці грудного відділу хребта.
17 лютого 2015-го доставлений до Німеччини за гроші, зібрані волонтерами, німецькі лікарі здійсили лікування безкоштовно в Дрездені. Перебуваючи з офіційним візитом у Німеччині, Президент України Петро Порошенко відвідав пораненого і вручив військовослужбовцю орден Богдана Хмельницького III ступеня. Після Німеччини проходив реабілітацію у 2016 році США. У серпні 2016 року повернувся в рідне село Чернилява.

## Нагороди
- недержавною нагородою — медаллю «За оборону рідної держави» (23.9.2014)
- орденом Богдана Хмельницького III ступеня (березень 2015)